# I Lived to Tell It All
Albums de George Jones
One
(1995) It Don't Get Any Better Than This
(1998)
I Lived to Tell It All est un album de l'artiste américain de musique country George Jones. Cet album est sorti le 13 août 1996 sur le label MCA Nashville Records. L'album accompagne l'autobiographie de George Jones du même titre, I Lived to Tell It All, gros succès littéraire aux États-Unis à l'époque.

## Liste des pistes
| No  | Titre                                  | Auteur                                    | Durée |
| --- | -------------------------------------- | ----------------------------------------- | ----- |
| 1.  | Honky Tonk Song                        | Frank J. Myers, Billy Yates               | 2:46  |
| 2.  | Back Down to Hung Up on You            | Larry Butler, Dean Dillon                 | 3:37  |
| 3.  | Billy B. Bad                           | Bobby Braddock                            | 3:01  |
| 4.  | Hundred Proof Memories                 | Keith Stegall, Zack Turner                | 3:56  |
| 5.  | It Ain't Gonna Worry My Mind           | Richard Leigh                             | 2:55  |
| 6.  | The Lone Ranger                        | Yates, Gerald Smith, John Northup         | 2:38  |
| 7.  | Tied to a Stone                        | Max D. Barnes                             | 4:06  |
| 8.  | I'll Give You Something to Drink About | Hank Cochran, Mack Vickery, Jerry Laseter | 3:19  |
| 9.  | I Must Have Done Something Bad         | Red Lane                                  | 3:19  |
| 10. | Hello Heart                            | Melba Montgomery, Yates                   | 2:45  |

## Positions dans les charts

### Album
| Chart (1996)                      | Positions |
| --------------------------------- | --------- |
| U.S. Billboard Top Country Albums | 26        |
| U.S. Billboard 200                | 171       |